# Bảo tàng Giáo xứ Krasnobród ở Krasnobród
Bảo tàng Giáo xứ Krasnobród ở Krasnobród (tiếng Ba Lan: Krasnobrodzkie Muzeum Parafialne w Krasnobrodzie) là một bảo tàng đặt tại Giáo xứ Lễ viếng Đức Mẹ Đồng trinh Maria ở Krasnobród, tọa lạc tại số 16 Phố Tomaszowska, Krasnobród, Ba Lan.

## Lịch sử
Bảo tàng Giáo xứ Krasnobród ở Krasnobród được thành lập vào năm 1989 theo khởi xướng của Cha Roman Marszalec. Sáu năm sau, một cuộc triển lãm về thiên nhiên được tổ chức.

## Triển lãm
Bộ sưu tập của Bảo tàng Giáo xứ Krasnobród ở Krasnobród hiện đang bao gồm các triển lãm thường trực sau:
- "Cổ sinh vật học - hóa thạch của kỷ Phấn trắng Thượng": bao gồm một bộ sưu tập khoảng 100 hóa thạch
- "Gốm Krasnobród": giới thiệu tác phẩm việc của những người thợ gốm ở địa phương
- "Bộ sưu tập dân tộc học": trưng bày các công cụ nông nghiệp và vật dụng hàng ngày từ vùng lân cận Krasnobród
- "Vòng hoa thu hoạch": là một cuộc triển lãm trong kho thóc được xây dựng vào năm 1795 của Giáo xứ
- "Động vật và thực vật của Roztocze": giới thiệu nhiều loài động thực vật ở địa phương.

Trong quần thể các tòa nhà của Giáo xứ còn có Bảo tàng Thánh Krasnobród.